# Мудаванху, Блессинг
Блессинг Мудаванху (англ. Blessing Mudavanhu, род. 1971, Зимбабве) — зимбабвийский математик, корпоративный руководитель, академик, бизнесмен и предприниматель, основатель и президент компании Dura Capital Limited, которую он основал в 2006 году, в возрасте 35 лет. С 1 июня 2018 года он является генеральным директором группы CBZ Holdings, финансового конгломерата (компании) в Зимбабве.
С января 2015 года до своей отставки в августе 2016 года он занимал должность исполняющего обязанности генерального директора BancABC, конгломерата финансовых услуг с дочерними компаниями в шести африканских странах.

## Ранние годы и образование
Он родился в Зимбабве 26 мая 1971 года и посещал зимбабвийские школы для получения среднего образования. Он учился в Университете Зимбабве, получил степень бакалавра математических наук. Позже он получил степень магистра финансового инжиниринга в Калифорнийском университете в Беркли. В 2002 году он получил степень доктора философии по математике в Вашингтонском университете, который он посещал по стипендии Фулбрайта.

## Карьера
После окончания аспирантуры он присоединился к American International Group (AIG) в качестве старшего специалиста по анализу рисков в Нью-Йорке. Когда он покинул AIG, то присоединился к Bank of America Merrill Lynch в качестве директора по управлению глобальными рисками, отвечая за Нью-Йорк, Лондон, Мехико и Сан-Паулу.
Он присоединился к BancABC Group в 2009 году в качестве «главного директора по управлению рисками» в Йоханнесбурге. В январе 2015 г. д-р Мудаванху был назначен генеральным директором Группы. Он ушёл с этой должности в августе 2016 года и покинул BancABC Group в январе 2017 года.

## Другая деятельность
Блессинг Мудаванху — приглашённый старший лектор в Школе компьютерных наук и прикладной математики, а также сессионный лектор в бизнес-школе Университета Витватерсранда в Йоханнесбурге, Южная Африка. Ранее он работал адъюнкт-профессором управления рисками в программе финансовой математики в Колледже Баруха Городского университета Нью-Йорка. В августе 2017 года он был назначен директором в правление Банка развития Южной Африки на продлеваемый трёхлетний срок.